# Lysår
 Der er for få eller ingen kildehenvisninger i denne artikel, hvilket er et problem. Du kan hjælpe ved at angive troværdige kilder til de påstande, som fremføres i artiklen.

 For alternative betydninger, se Ly (flertydig). (Se også artikler, som begynder med Ly)
Lysår (ly) er en længdeenhed der anvendes inden for astronomi. 1 lysår er den afstand lyset tilbagelægger på et år, dvs. cirka 9,46 × 1012 km eller 9,46 Pm. Per definition er et lysår lysets hastighed i vakuum (= 299.792.458 m/s) gange længden af et juliansk år (= 365,25 dage à 86.400 sekunder). Heraf kan et lysår beregnes til 9.460.730.472.580,800 km (≈9,5 billioner km). 
Lysår er en praktisk enhed når man angiver afstande mellem stjernerne for lægfolk. Således er der i dag 4,2 lysår til Solens nærmeste nabostjerne i Mælkevejen, Proxima Centauri. Om ca. 40.000 år er der ca. 2,9 lysår til Solens nærmeste nabostjerne Ross 248.
Til angivelse af kortere afstande anvendes enheden lysminut (knap 18 millioner km) og lyssekund (knap 300.000 km), som defineres analogt til lysåret.
Eksempelvis er der ca. 8,3 lysminutter fra Jorden til Solen, og omkring 1,3 lyssekund fra Jorden til Månen. Radiokommunikation med rumsonder foregår med lysets hastighed. Hvis afstanden til Mars er 22,17 lysminutter vil marssondens radiosignal bruge 22,17 tidsminutter til Jorden (tovejstiden på 44,34 minutter er dog mere interessant). 
Den fjerneste rumsonde, Voyager 1, var på 30-årsdagen for opsendelsen (5. september 2007) cirka 14 lystimer væk. Voyager 1 har forladt Solsystemet og NASA er endnu (pr. 2023) i kontakt med den i en afstand på knap 22,5 lystimer og forventer fortsat kontakt indtil ca. 2025.